# Partido Liberal (Paraguay)
El Partido Liberal (PL) fue un partido político paraguayo fundado el 10 de julio de 1887 con el nombre de Centro Democrático, el partido fue la principal fuerza política del país durante lo que se conoció como Hegemonía Liberal, desde inicios hasta la primera mitad del siglo XX (1904-1940), con un pequeño paréntesis entre 1936 y 1937.
Las principales figuras fundadoras de esta organización política fueron veteranos de la guerra de la Triple Alianza, hombres ilustres que conocieron las excentricidades de los gobiernos autocráticos como lo fueron los de Gaspar Rodríguez de Francia, Carlos Antonio López y Francisco Solano López, y dotaron a su país el primer partido formalmente creado.
El Partido Liberal histórico fue una organización política muy extensa que abarcó a diferentes bandos políticos a través de la historia, como los radicales, los cívicos, los schaeristas o saco mbyky, los guggiaristas o saco pucú, los modestistas, los geniolitos y levirales.

## Historial electoral

### Elecciones presidenciales
| Año de elección | Candidato              | Votos  | %      | Resultado |
| --------------- | ---------------------- | ------ | ------ | --------- |
| 1963            | Ernesto Gavilán        | 47 750 | 7.7 %  | Derrota   |
| 1968            | Carlos Levi Rufinelli  | 27 965 | 4.3 %  | Derrota   |
| 1973            | Carlos Levi Rufinelli  | 24 611 | 3.1 %  | Derrota   |
| 1978            | Fulvio Hugo Celauro    | 37 059 | 3.7 %  | Derrota   |
| 1983            | Fulvio Hugo Celauro    | 34 010 | 3.3 %  | Derrota   |
| 1988            | Carlos Ferreira Ybarra | 42 430 | 3.2 %  | Derrota   |
| 1989            | Carlos Ferreira Ybarra | 4423   | 0.38 % | Derrota   |
| 1993            | Abraham Zapag Bazas    | 881    | 0.08 % | Derrota   |

### Elecciones a la Cámara de Diputados
| Elección | Votos      | %          | Escaños | +/–         |
| -------- | ---------- | ---------- | ------- | ----------- |
| 1960     | Boicoteado | Boicoteado | 0/60    | Sin cambios |
| 1963     | 47 750     | 7.7 %      | 20/60   | 20          |
| 1968     | 27 965     | 4.3 %      | 3/60    | 17          |
| 1973     | 24 611     | 3.1 %      | 4/60    | 1           |
| 1978     | 37 059     | 3.7 %      | 4/60    | Sin cambios |
| 1983     | 34 010     | 3.3 %      | 7/60    | 3           |
| 1988     | 42 430     | 3.2 %      | 7/60    | Sin cambios |
| 1989     | 5544       | 0.5 %      | 0/72    | 7           |
| 1993     | 23 275     | 2.1 %      | 0/80    | Sin cambios |

### Elecciones al Senado
| Elección | Votos         | %             | Escaños | +/–         |
| -------- | ------------- | ------------- | ------- | ----------- |
| 1968     | No disponible | No disponible | 1/30    | 1           |
| 1973     | 24 611        | 3.1 %         | 2/30    | 1           |
| 1978     | No disponible | No disponible | 10/30   | 8           |
| 1983     | No disponible | No disponible | 4/30    | 6           |
| 1988     | No disponible | No disponible | 4/30    | Sin cambios |

- Datos: Q6540713
- Multimedia: Liberal Party (Paraguay) / Q6540713